# Косич Владимир Васильевич

## Косич Владимир Васильевич

### Биография
Косич Владимир Васильевич (род. 18 мая 2000, село Ремонтное, Ремонтненский район, Ростовская область, Россия) — российский педагог, преподаватель, победитель программы «Земский учитель» в Тульской области. В настоящее время проживает в рабочем посёлке Тёплое, Тёпло-Огарёвский район, Тульская область.
Детство и юность прошли в полной семье, где с ранних лет проявился особый интерес к природе и живым организмам. Увлечение растениями и животными стало определяющим фактором в выборе будущей профессии. В школьные годы демонстрировал отличные результаты в учёбе, был отмечен на школьной доске почёта.
Значительную роль в профессиональном становлении сыграла Наталья Георгиевна Солдатова — учитель биологии и географии, которая не только передала глубокие знания, но и вдохновила на выбор педагогической профессии.
Стремление к постоянному саморазвитию и изучению нового стало ключевым фактором для продолжения образования. После получения второго диплома успешно завершил четыре курса профессиональной переподготовки, получив дополнительные квалификации:
- Учитель биологии
- Учитель химии
- Учитель географии
- Агроном

### Образование
- Кубанский государственный аграрный университет им. И. Т. Трубилина (2018-2022) — бакалавриат по специальности «Экология и природопользование»
- Московский университет им. С. Ю. Витте (2022-2025) — магистратура по специальности «Государственное и муниципальное управление»

### Профессиональная деятельность
Трудовой путь:
- Январь 2020 — август 2024 — педагог дополнительного образования в МАОУДО «ЦДТ „Прикубанский“»
- Ноябрь 2023 — ноябрь 2024 — преподаватель биологии подготовительного отделения для иностранных граждан КубГАУ
- Август 2024 — ноябрь 2024 — заместитель руководителя подготовительного отделения для иностранных граждан КубГАУ
- Ноябрь 2024 — март 2025 — учитель биологии и географии в АНОО «Новая Школа Краснодар»
- С августа 2025 — учитель химии, биологии и географии в МКОУ «Покровская СОШ» Тепло-Огарёвского района Тульской области

### Профессиональные достижения
- Победитель программы «Земский учитель» в Тульской области
- Лауреат конкурса «Педагогический дебют 2023»
- Призер конкурса «Калейдоскоп педагогических идей»
- Получатель гранта главы муниципального образования города Краснодар (2021)
- Обладатель высшей квалификационной категории педагога дополнительного образования

### Общественная деятельность
- Участник профессиональных форумов, проводимых КПМК г. Краснодар
- Создатель волонтёрского центра «Горящие сердца» на базе ЦДТ «Прикубанский»
- Активное участие в развитии дополнительного образования

### Научная деятельность
Автор и соавтор научных публикаций в области экологии, государственного управления и педагогики. Основные работы:
- «Современное состояние и перспективы развития электронных государственных услуг в Российской Федерации»
- «Подбор видов растений для биологического этапа рекультивации закрытой свалки»
- «Разведение пчёл в пойменных районах рек посёлка Сталах (Сербия)»
- «Отношения США и России в конце XVIII — начале XIX века»

### Личная информация
- Семейное положение: холост
- Увлечения: наука, образование детей